# Функція Шпрага — Гранді
Функція Шпрага-Гранді широко використовується в теорії ігор для знаходження виграшної стратегії в комбінаційних іграх, наприклад, гра Нім. Ця функція визначається для ігор з двома гравцями, в яких програє той, який не має можливості зі своєї позиції зробити черговий крок.
Теорема була незалежно сформульована й доведена Р. Шпрагом (1935) та П. М. Гранді (1939).

## Означення
Для цілей теореми Шпрага-Гранді, гра — це послідовна гра для двох гравців з досконалою інформацією, яка задовольняє умові завершення (всі ігри закінчуються: немає нескінченних перебігів гри) і нормальній умові гри (програє гравець, який не може зробити хід).
У будь-яку мить гри позиція гравця — це множина ходів, які йому дозволено зробити. Як приклад, ми можемо означити нульову гру як гру для двох гравців, де жоден гравець не має дозволених ходів. Позначаючи двох гравців як {\displaystyle A} (для Аліси) і {\displaystyle B} (для Боба), через те що множина ходів доступних кожному гравцеві порожня, ми позначаємо їхні позиції як {\displaystyle (A,B)=(\{\},\{\})}.
Безстороння гра — це така гра, в якій у будь-яку мить гри кожному гравцеві дозволено геть однаковий набір ходів. Звичайна гра нім це приклад безсторонньої гри. У німі є одна або кілька куп об’єктів, і два гравці (ми назвемо їх Алісою та Бобом), які по черзі вибирають купу та видаляють з неї 1 або більше об’єктів. Переможцем стає гравець, який видалить останній об’єкт із останньої купи. Гра безстороння (неупереджена), тому що для будь-якої заданої множини розмірів куп ходи, які може зробити Аліса якщо це її хід, точно такі ж, як і в Боба, якби це була його черга. Навпаки, така гра, як шашки, не безстороння (упереджена), бо, припустивши, що Аліса грає червоними, а Боб грає чорними, для будь-якого заданого розташування фігур на дошці, якби настала черга Аліси, їй було б дозволено рухати лише червоні шашки, а якби настала черга Боба, йому було б дозволено рухати лише чорні шашки.
Зауважте, що будь-яку конфігурацію неупередженої гри можна записати як одну позицію, бо ходи будуть однаковими незалежно від того, чий хід. Наприклад, позицію нульової гри можна просто записати {\displaystyle \{\}}, тому що якщо це черга Аліси, то вона не має ходів, і якщо це черга Боба, то в нього теж нема ходів. Хід можна прив'язати до позиції, в якій він залишає наступного гравця.
Це дозволяє визначати позиції рекурсивно. Наприклад, розглянемо наступну гру Нім, в яку грають Аліса та Боб.

### Приклад гри нім
```
Розміри куп     Ходи
 A B C
  
 1 2 2           Аліса бере 1 з A
 0 2 2           Боб   бере 1 з B 
 0 1 2           Аліса бере 1 з C 
 0 1 1           Боб   бере 1 з B 
 0 0 1           Аліса бере 1 з C
 0 0 0           Боб   не має ходів, тож Аліса виграла
```

- На 6-му кроці гри (коли всі купи порожні) маємо позицію {\displaystyle \{\}}, тому що у Боба нема прийнятних ходів. Назвемо цю позицію {\displaystyle *0}.
- На 5-му кроці Аліса мала лише один варіант: видалити один об’єкт із купи C, не залишивши Бобу жодного можливого ходу. А що її хід залишає Боба в позиції {\displaystyle *0}, запишемо її позицію як {\displaystyle \{*0\}}, а назвемо цю позицію {\displaystyle *1}.
- На 4-му кроці у Боба було два варіанти: видалити один з B або видалити один з C. Однак зауважте, що насправді не мало значення, з якої купи Боб видалив об’єкт: у будь-якому разі Аліса залишилась би рівно з одним об’єктом у рівно одній купі. Отже, використовуючи наше рекурсивне означення, у Боба насправді є лише один хід: {\displaystyle *1}. Таким чином, позиція Боба така {\displaystyle \{*1\}}.
- На 3-му кроці Аліса мала 3 варіанти: видалити два з C, видалити один із C або видалити один із B. Видалення двох із C залишить Боба на місці {\displaystyle *1} . Видалення одного з C залишає Боба з двома купками, кожна розміром один, тобто позицією {\displaystyle \{*1\}}, як описано в попередньому пункті. Однак, видалення 1 із B залишить Боба з двома об’єктами в одній купі. Його ходи тоді були б {\displaystyle *0} і {\displaystyle *1}, тому її хід призведе до позиції {\displaystyle \{*0,*1\}} . Ми називаємо цю позицію {\displaystyle *2} . Тоді позиція Аліси є множиною всіх її ходів: {\displaystyle {\big \{}*1,\{*1\},*2{\big \}}} .
- Дотримуючись тієї ж рекурсивної логіки, на 2-му кроці позиція Боба це {\displaystyle {\big \{}\{*1,\{*1\},*2\},*2{\big \}}.}
- Нарешті, на 1-му кроці позиція Аліси така {\displaystyle {\Big \{}{\big \{}*1,\{*1\},*2{\big \}},{\big \{}*2,\{*1,\{*1\},*2\}{\big \}},{\big \{}\{*1\},\{\{*1\}\},\{*1,\{*1\},*2\}{\big \}}{\Big \}}.}

### Німсла
Особливі імена {\displaystyle *0}, {\displaystyle *1}, і {\displaystyle *2} згадані в нашому прикладі гри називаються німслами. Загалом, німсло {\displaystyle *n} відповідає позиції в німі, де наявно рівно {\displaystyle n} об’єктів рівно в одній купі. Формально ці числа визначаються індуктивно таким чином: {\displaystyle *0} це {\displaystyle \{\}}, {\displaystyle *1=\{*0\}}, {\displaystyle *2=\{*0,*1\}} і для всіх {\displaystyle n\geq 0}, {\displaystyle *(n+1)=*n\cup \{*n\}} .
У той час як слово німсло походить від гри нім, німсла можна використовувати для опису позицій у будь-якій скінченній, неупередженій грі, і по суті, теорема Шпрага – Гранді стверджує, що кожен примірник скінченної, неупередженої гри може бути пов’язаний із одним німслом.

### Поєднання ігор
Дві гри можна поєднати, додавши їхні позиції. Наприклад, розглянемо іншу гру нім з купами {\displaystyle A'}, {\displaystyle B'} і {\displaystyle C'}.

#### Приклад гри 2
```
Розміри куп      Ходи
 
A' B' C'
1  1  1           Аліса бере 1 from A'
0  1  1           Боб бере один з B'
0  0  1           Аліса бере один з C'
0  0  0           Боб не має ходів, тож Аліса виграла.
```

Ми можемо поєднати це з нашим першим прикладом, щоб отримати об'єднану гру зі шістьма купами: {\displaystyle A}, {\displaystyle B}, {\displaystyle C}, {\displaystyle A'}, {\displaystyle B'} і {\displaystyle C'}:

#### Об'єднана гра
```
Розміри куп        Ходи
 A  B  C  A' B' C'  
  
 1  2  2  1  1  1   Аліса бере 1 з A
 0  2  2  1  1  1   Боб бере 1 з A'
 0  2  2  0  1  1   Аліса бере 1 з B'
 0  2  2  0  0  1   Боб бере 1 з C'
 0  2  2  0  0  0   Аліса бере 2 з B
 0  0  2  0  0  0   Боб бере 2 з C
 0  0  0  0  0  0   Аліса не має ходів, тож Боб виграв.
```

Щоб розрізнити дві ігри, для гри з першого прикладу ми позначимо її початкову позицію як {\displaystyle \color {blue}S} і пофарбуємо її в синій колір:{\displaystyle \color {blue}S={\Big \{}{\big \{}*1,\{*1\},*2{\big \}},{\big \{}*2,\{*1,\{*1\},*2\}{\big \}},{\big \{}\{*1\},\{\{*1\}\},\{*1,\{*1\},*2\}{\big \}}{\Big \}}}Для гри з другого прикладу ми позначимо початкову позицію як {\displaystyle \color {red}S'} і пофарбуємо її в червоний колір:{\displaystyle \color {red}S'={\Big \{}\{*1\}{\Big \}}.}Щоб обчислити початкову позицію в об'єднаній грі, пам’ятайте, що гравець може або зробити хід у першій грі, залишивши другу гру недоторканою, або зробити хід у другій грі, залишивши першу гру недоторканою. Отже, початкова позиція комбінованої гри:{\displaystyle \color {blue}S\color {black}+\color {red}S'\color {black}={\Big \{}\color {blue}S\color {black}+\color {red}\{*1\}\color {black}{\Big \}}\cup {\Big \{}\color {red}S'\color {black}+\color {blue}\{*1,\{*1\},*2\}\color {black},\color {red}S'\color {black}+\color {blue}\{*2,\{*1,\{*1\},*2\}\}\color {black},\color {red}S'\color {black}+\color {blue}\{\{*1\},\{\{*1\}\},\{*1,\{*1\},*2\}\}\color {black}{\Big \}}}Формула додавання позицій можна явно записати так {\displaystyle S+S'=\{S+s'\mid s'\in S'\}\cup \{s+S'\mid s\in S\}}, що означає, що додавання як комутативне, так і асоціативне.

### Еквівалентність
Позиції в неупереджених іграх поділяються на два наслідкові класи: або наступний гравець (той, чия черга) виграє ({\displaystyle {\boldsymbol {\mathcal {N}}}}-позиція), або виграє попередній гравець ({\displaystyle {\boldsymbol {\mathcal {P}}}}-позиція). Так, наприклад, {\displaystyle *0} це {\displaystyle {\mathcal {P}}}-позиція, тоді як {\displaystyle *1} це {\displaystyle {\mathcal {N}}}-позиція.
Дві позиції {\displaystyle G} і {\displaystyle G'} еквівалентні якщо, незалежно від позиції {\displaystyle H} доданої до них, вони завжди опиняються в одному наслідковому класі. Формально, {\displaystyle G\approx G'} тоді і тільки тоді, коли {\displaystyle \forall H}, {\displaystyle G+H} перебуває в тому ж наслідковому класі, що й {\displaystyle G'+H} .
Щоб скористатися нашими прикладами перебігу, зауважте, що як у першій, так і в другій іграх вище ми можемо показати, що на кожному кроці Аліса робить хід, який заводить Боба в {\displaystyle {\mathcal {P}}}-позицію. Таким чином, обидва {\displaystyle \color {blue}S} і {\displaystyle \color {red}S'} це {\displaystyle {\mathcal {N}}}-позиції. (Зауважте, що в об'єднаній грі Боб це гравець з {\displaystyle {\mathcal {N}}}-позиціями. Насправді, {\displaystyle \color {blue}S\color {black}+\color {red}S'} це {\displaystyle {\mathcal {P}}}-позиція, яка, як ми побачимо в лемі 2, означає {\displaystyle \color {blue}S\color {black}\approx \color {red}S'}.)

## Перша лема
Як проміжний крок до доведення основної теореми ми покажемо це для кожної позиції {\displaystyle G} і кожної {\displaystyle {\mathcal {P}}}-позиції {\displaystyle A}, виконується {\displaystyle G\approx A+G}. Згідно з наведеним вище означенням рівнозначності, це означає показати, що {\displaystyle G+H} і {\displaystyle A+G+H} мають той самий наслідковий клас для всіх {\displaystyle H}.
Припустімо, що {\displaystyle G+H} це {\displaystyle {\mathcal {P}}}-позиція. Тоді попередній гравець має виграшну стратегію для {\displaystyle A+G+H}: реагувати на рухи в {\displaystyle A} відповідно до виграшної стратегії для {\displaystyle A} (яка існує, бо {\displaystyle A} це {\displaystyle {\mathcal {P}}}-позиція) і реагувати на рухи {\displaystyle G+H} відповідно до виграшної стратегії для {\displaystyle G+H} (що існує з аналогічної причини). Отже {\displaystyle A+G+H} також має бути a {\displaystyle {\mathcal {P}}}-позицією.
З іншого боку, якщо {\displaystyle G+H} це {\displaystyle {\mathcal {N}}}-позиція, то {\displaystyle A+G+H} також {\displaystyle {\mathcal {N}}}-позиція, бо наступний гравець має виграшну стратегію: вибрати {\displaystyle {\mathcal {P}}}-позицію з числа варіантів у {\displaystyle G+H}, а з попереднього абзацу робимо висновок, що додавання {\displaystyle A} до цієї позиції це все ще a {\displaystyle {\mathcal {P}}} -позиція. Таким чином, в цьому випадку, {\displaystyle A+G+H} має бути a {\displaystyle {\mathcal {N}}}-позицією, так само як {\displaystyle G+H} .
А що це єдині два випадки, то лема доведена.

## Друга лема
Як наступний крок ми показуємо, що {\displaystyle G\approx G'} тоді і тільки тоді, коли {\displaystyle G+G'} це {\displaystyle {\mathcal {P}}}-позиція.
Необхідність: Припустимо, що {\displaystyle G\approx G'}. Застосовуючи означення еквівалентності з {\displaystyle H=G}, ми знаходимо, що {\displaystyle G'+G} (рівне {\displaystyle G+G'} завдяки комутативності додавання) є в тому самому наслідковому класі, що й {\displaystyle G+G} . Але {\displaystyle G+G} має бути a {\displaystyle {\mathcal {P}}}-позицією: для кожного зробленого ходу в одній копії {\displaystyle G}, попередній гравець може відповісти тим самим ходом в іншій копії, тому завжди робить останній хід.
Достатність: А що {\displaystyle A=G+G'} це {\displaystyle {\mathcal {P}}}-позиція за гіпотезою, то з першої леми випливає, що {\displaystyle G\approx G+A}, тобто {\displaystyle G\approx G+(G+G')} . Так само, з того що {\displaystyle B=G+G} також {\displaystyle {\mathcal {P}}} -позиція, що випливає з першої леми у вигляді {\displaystyle G'\approx G'+B}, що {\displaystyle G'\approx G'+(G+G)} . За асоціативністю та комутативністю праві частини цих результатів рівні. Крім того, {\displaystyle \approx } це відношення еквівалентності, бо рівність це відношенням еквівалентності в наслідкових класах. Завдяки транзитивністі {\displaystyle \approx }, можна зробити висновок, що {\displaystyle G\approx G'} .

## Доведення
За допомогою структурної індукції ми доводемо, що кожна позиція рівносильна німслу . Окремий вислід про те, що початкова позиція гри має бути еквівалентна німслу, показує, що гра сама по собі еквівалентна німслу.
Розглянемо позицію {\displaystyle G=\{G_{1},G_{2},\ldots ,G_{k}\}} . За індукційною гіпотезою всі варіанти еквівалентні німслам, скажімо, {\displaystyle G_{i}\approx *n_{i}} . Тож нехай {\displaystyle G'=\{*n_{1},*n_{2},\ldots ,*n_{k}\}} . Ми покажемо, що {\displaystyle G\approx *m}, де {\displaystyle m} це mex (мінімальне виключення) чисел {\displaystyle n_{1},n_{2},\ldots ,n_{k}}, тобто найменше ціле невід’ємне число, яке не рівне жодному з {\displaystyle n_{i}} .
Перше, що ми повинні зауважити, це те, що {\displaystyle G\approx G'}, згідно з другою лемою. Якщо {\displaystyle k} дорівнює нулю, твердження є тривіально істинним. В іншому випадку розгляньте {\displaystyle G+G'}. Якщо наступний гравець переходить до {\displaystyle G_{i}} в {\displaystyle G}, тоді попередній гравець може перейти до {\displaystyle *n_{i}} в {\displaystyle G'} і навпаки, якщо наступний гравець робить хід в {\displaystyle G'}. Отже, {\displaystyle G+G'} це {\displaystyle {\mathcal {P}}}-позиція, і, посилаючись на доведення достатності леми, {\displaystyle G\approx G'}.
Тепер давайте покажемо, що {\displaystyle G'+*m} це {\displaystyle {\mathcal {P}}}-позиція, що, використовуючи ще раз другу лему, означає, що {\displaystyle G'\approx *m} . Ми зробимо це, явно даючи стратегію для попереднього гравця.
Припустимо, що {\displaystyle G'} і {\displaystyle *m} порожні. Тоді {\displaystyle G'+*m} це нульова множина і очевидно {\displaystyle {\mathcal {P}}}-позиція.
Або розглянемо випадок, коли наступний гравець ходить у складнику {\displaystyle *m} до варіанту {\displaystyle *m'} де {\displaystyle m'<m} . А що {\displaystyle m} була мінімальною виключеною кількістю, попередній гравець може перейти в {\displaystyle G'} до складника {\displaystyle *m'} . І, як було показано раніше, будь-яка позиція плюс вона ж сама це {\displaystyle {\mathcal {P}}}-позиція.
Нарешті, припустимо, що наступний гравець переходить в {\displaystyle G'} до варіанту {\displaystyle *n_{i}} . Якщо {\displaystyle n_{i}<m} тоді попередній гравець переходить з {\displaystyle *m} до {\displaystyle *n_{i}}; інакше, якщо {\displaystyle n_{i}>m}, то попередній гравець переходить з {\displaystyle *n_{i}} до {\displaystyle *m}; у будь-якому разі наслідок це сама позиція плюс вона ж. (Неможливо, щоб {\displaystyle n_{i}=m}, бо {\displaystyle m} було визначене як відмінне від усіх {\displaystyle n_{i}}.)
Підсумовуючи, ми маємо {\displaystyle G\approx G'} і {\displaystyle G'\approx *m} . За транзитивністю висновуємо, що {\displaystyle G\approx *m}, що і треба було довести.

## Гра «Нім»

### Опис гри
Дано N купок, в кожній з яких певна додатна кількість каменів. Кожен гравець по черзі бере з купки декілька камінців, коли всі купки стають порожніми, то гра завершується поразкою того гравця, який не може зробити крок. Відповідно, стан гри можна описати набором з N натуральних чисел, а гра закінчується тоді, коли сума цих чисел стає рівна 0.

### Розв'язок
Розв'язок цієї гри опублікував у 1901 році Чарльз Бутон (Charles L. Bouton), і виглядає він так.

#### Теорема
Поточний гравець має виграшну стратегію тоді і тільки тоді, коли XOR-сума розмірів купок відмінна від нуля. В іншому випадку поточний гравець перебуває в програшному стані.
Основна суть наведеного нижче доведення полягає в наявності симетричної стратегії для супротивника. Ми покажемо, що, опинившись у стані з нульовою XOR-сумою, гравець не зможе вийти з цього стану — при будь-якому його переході в стан з ненульовою XOR-сумою у противника знайдеться відповідний хід, який повертає XOR-суму назад в нуль.

#### Доведення
Розпочнімо тепер формальне доведення (воно буде конструктивним, тобто ми покажемо, як саме виглядає симетрична стратегія супротивника — який саме хід потрібно буде йому здійснювати).
Доводити теорему будемо за допомогою математичної індукції.
Для порожнього «німа» (коли розміри всіх купок дорівнюють нулю) XOR-сума дорівнює нулю, і теорема вірна.
Нехай тепер ми хочемо довести теорему для деякого стану гри, з якого є хоча б один перехід. Користуючись припущенням індукції (і ациклічністю гри) ми вважаємо, що теорема доведена для всіх станів, в які ми можемо потрапити з поточного.
Тоді доведення розпадається на дві частини: 1) якщо XOR-сума (s) в поточному стані рівна 0, то треба довести, що поточний стан є програшним, тобто всі переходи з нього ведуть в стану з XOR-сумою t != 0.
2) якщо s != 0, то треба довести, що знайдеться перехід, що приводить нас в стан з t = 0.